# Landwirtschaft Brasiliens
Die Landwirtschaft Brasiliens ist eine bedeutende Wirtschaftsgrundlage Brasiliens. Theoretisch könnte Brasilien etwa eine Milliarde Menschen ernähren, weshalb es als Ernährer der Welt gilt. Durchschnittlich werden 31 % des Bruttoinlandsproduktes mit dem Agrobusiness erwirtschaftet und etwa 42 % aller Exporte sind landwirtschaftliche Güter, wodurch die Landwirtschaft in Brasiliens Handelsbilanz eine essentielle Rolle spielt. Insgesamt gibt es in Brasilien 248 Millionen Hektar landwirtschaftliche Nutzfläche, wozu jährlich etwa 1 Million Hektar durch Abholzung des tropischen Regenwaldes hinzukommen.
Entlang der Küsten wird Landwirtschaft in kleineren und mittleren Strukturen betrieben und es werden Nahrungsmittel für den Inlandsverbrauch erzeugt. In Mittelbrasilien hingegen gibt es Fazendas, die Flächen von 100.000 Hektar oder mehr bewirtschaften. Sie haben Brasilien zum Kostenführer bei landwirtschaftlichen Massengütern wie Zucker, Sojabohnen, Mais, Kaffee, Orangensaft, Rindfleisch, Schweinefleisch und Geflügelfleisch werden lassen. Die Landwirtschaft Brasiliens hat ihr Potenzial dabei noch nicht ausgeschöpft, es gibt noch große Landreserven und auch durch Intensivierung der Landwirtschaft könnten die Erträge noch weiter gesteigert werden. Die Entwicklung der Landwirtschaft wird vor allem durch Mängel an der Infrastruktur des Landes, durch die Entfernung der Anbaugebiete zu den Exporthäfen für landwirtschaftliche Produkte und durch den hohen Kapitaleinsatz für die Düngung der Felder begrenzt.
An der brasilianischen Landwirtschaft wird kritisiert, dass die Urbarmachung vormaliger Wildnisgebiete fast überall schutzwürdige, artenreiche Biome vernichtet, die aus Naturschutzsicht von internationaler Bedeutung sind. Insbesondere die Abholzung von Regenwaldflächen steht in der Kritik, da dabei zwangsläufig viele (vor allem endemische) Arten ausgerottet werden und ökologisch wertvolle biologische Vielfalt unwiderruflich verlorengeht. Aus Sicht des Klimaschutzes werden bei der Entwaldung zudem wichtige Kohlenstoffsenken degradiert. Wenn sie für die Viehwirtschaft in Weiden umgewandelt werden, kehrt sich die Bedeutung im Kohlenstoffzyklus sogar um, da Weidetiere große Mengen des hochwirksamen Treibhausgases Methan emittieren. Aus Sicht der Menschenrechte werden in diesem Zusammenhang die Beschneidung der Rechte indigener Völker bis hin zur Zerstörung ihrer Lebensgrundlagen genannt.
Darüber hinaus wird kritisiert, dass in Brasilien riesige Mengen an Kunstdünger und Pestiziden eingesetzt werden, dass Produkte für den Export in Monokulturen auf sehr großen Flächen angebaut werden und dass die Arbeitsverhältnisse für die Landarbeiter sehr schlecht sind. Zahlreiche Felder werden heute für die Produktion von Exportprodukten oder Energiepflanzen verwendet, anstatt Nahrungsmittel für die lokale Bevölkerung darauf anzubauen. Des Weiteren sind die Eigentumsverhältnisse stark konzentriert: etwa 50 teils ausländische Unternehmen dominieren die Landwirtschaft Brasiliens und ihre vor- und nachgelagerten Industriesektoren, während 150.000 Landarbeiterfamilien kein Land besitzen.

## Erzeugnisse

### Rinder, Rindfleisch und Milch

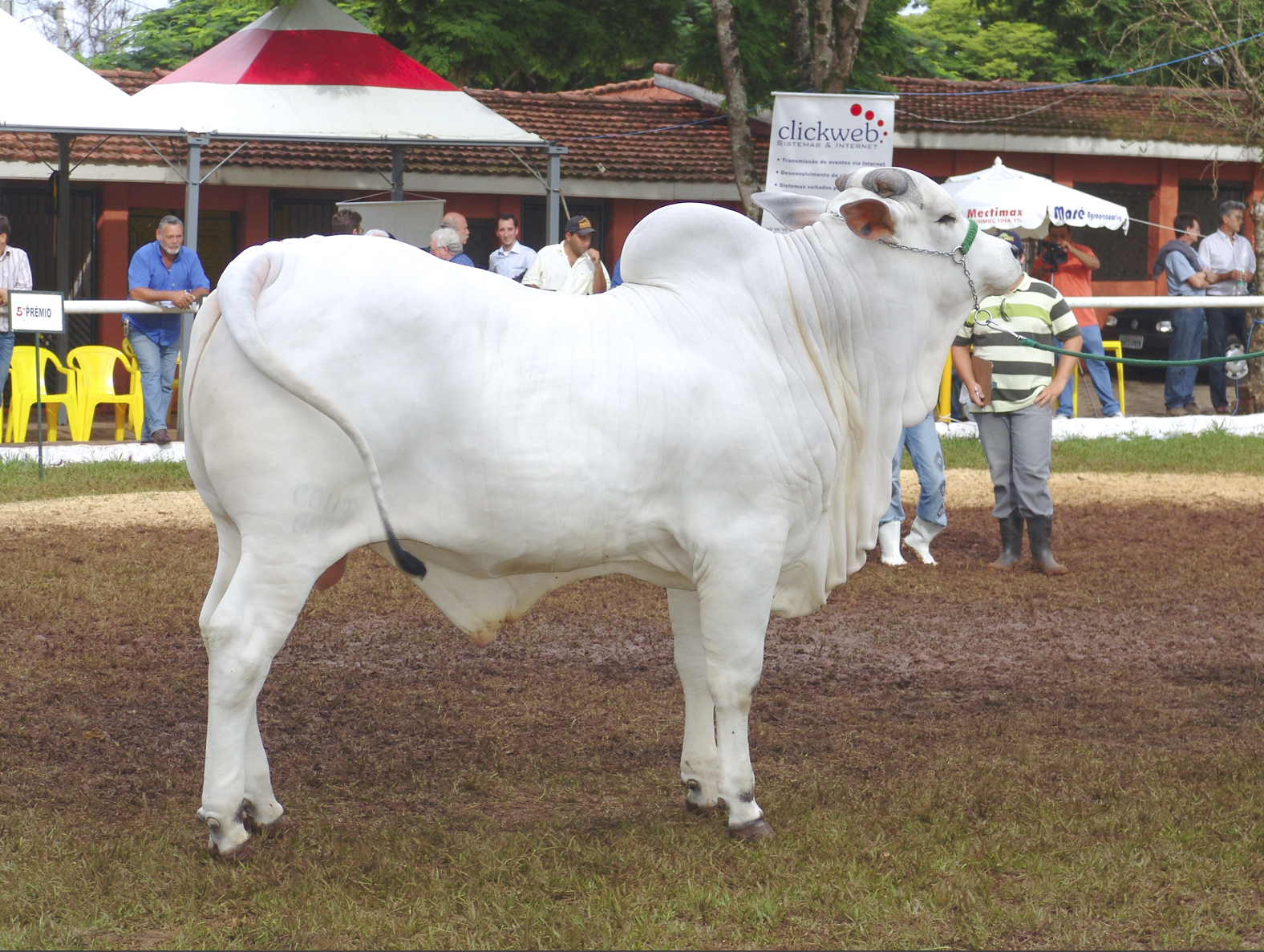
Ein Nelore-Stier in der Region Centro-Oeste

Die Züchtung von Rindern und Vermarktung deren Produkte gehört zu den wichtigsten Wirtschaftszweigen Brasiliens. Das Land ist weltgrößter Exporteur von Rindfleisch: Im Jahr 2011 wurden 800 000 Tonnen Rindfleisch exportiert, wodurch Brasilien im Jahr 2011 4,2 Milliarden US-Dollar erlöste. Darüber hinaus werden in Brasilien jedes Jahr pro Person 45 kg Rindfleisch konsumiert. Im Jahr 2012 wurden 35 Millionen Rinder geschlachtet, wodurch 8,4 Millionen Tonnen Fleisch und 34 Millionen Häute gewonnen wurden.
Im Jahre 1920 gab es in Brasilien 34,3 Millionen Rinder. Diese Zahl stieg auf 128,1 Millionen im Jahr 1985 und 176,1 Millionen im Jahr 2006. Brasilien hatte nach Indien im Jahr 2010 weltweit den zweitgrößten Bestand an Rindern. Während der Bestand an Rindern in Brasilien wächst, schrumpft die von Rindern beweidete Fläche. Im Jahre 1985 wurden 179 Millionen ha von Rindern beweidet, im Jahr 2006 waren es noch 159 Millionen. Zwischen 1940 und 2006 ging die Weidefläche pro Tier von 2,56 Hektar auf 1,1 Hektar im Jahr 2006 zurück. Dies wird durch bessere Weidetechnik und genetische Verbesserungen an den Tieren möglich gemacht, etwa durch intensive Portionsweide, wo eine Fläche von 250 Hektar in zwölf Teilstücke unterteilt und von 240 Rindern jeweils eine Woche beweidet werden (Pizza-System). In Regionen mit intensivem Zuckerrohr- und Orangenanbau (vor allem im Bundesstaat São Paulo) die Tiere auch mit 70 % Bagasse aus der Zuckerherstellung, 10 % Baumwollkernmehl und 20 % Trester aus der Orangensaftherstellung gemästet.
In Brasilien gibt es 2,7 Millionen Betriebe, die Rinder halten. Die meisten Rinder leben in den Bundesstaaten Mato Grosso do Sul und Mato Grosso mit je 21 Millionen, weitere 20 Millionen leben im Bundesstaat Minas Gerais, 18 Millionen im Bundesstaat Goiás und 14 Millionen im Bundesstaat Pará. Momentan findet ein Wandel in der brasilianischen Rinderhaltung statt. Während die Bundesstaaten an den Küsten ihren Bestand abbauen, steigen die Bestände im Landesinneren stark. So sank zwischen 1996 und 2006 der Bestand der Rinderherden im Bundesstaat Rio Grande do Sul um 1,9 Millionen und im Bundesstaat São Paulo um 1,8 Millionen. Im gleichen Zeitraum stieg der Bestand an Rindern in Bundesstaat Pará um 7,8 Millionen oder 130 %, im Bundesstaat Roraima um 4,6 Millionen oder 117 % und im Bundesstaat Mato Grosso um 6,2 Millionen oder 43 %. Im Süden Brasiliens dominiert die Haltung des Hausrindes, im Rest des Landes die Haltung von Zebus, wobei die Tiere durch Einkreuzung europäischer Rassen wie Angus, Fleckvieh oder Limousin produktiver gemacht wurden. Für diese Tiere ist eine zweijährige Haltung auf der Weide mit anschließender dreimonatiger Endmast üblich; bei der Schlachtung haben sie dann ein Gewicht zwischen 450 und 550 Kilogramm. An der Verbesserung der Genetik von Rindern wird in Brasilien auch wissenschaftlich geforscht, im Jahr 2001 wurde das erste geklonte Rind des Landes geboren.
Etwa 1,3 Millionen Betriebe in Brasilien produzieren Milch. Insgesamt belief sich im Jahr 2006 die Milchproduktion auf 20,6 Milliarden Liter, wobei die Produktivität im Durchschnitt bei 1618 Liter pro Kuh und Jahr lag. Die Produktivität im Jahr 1970 lag noch bei 678 Liter pro Kuh und Jahr. Der größte Milchproduzent Brasiliens ist der Bundesstaat Minas Gerais, woher 28 % der gesamten Milchproduktion des Landes stammen. Die produktivsten Milchproduzenten sind jedoch die Bundesstaaten Rio Grande so Sul, Paraná und Santa Catarina mit 2406 Litern Milch pro Tier und Jahr. Aus Rindertalg werden in Brasilien etwa 15–20 % des Bio-Diesels gewonnen, weil es billiger ist als Sojaöl.

### Mais

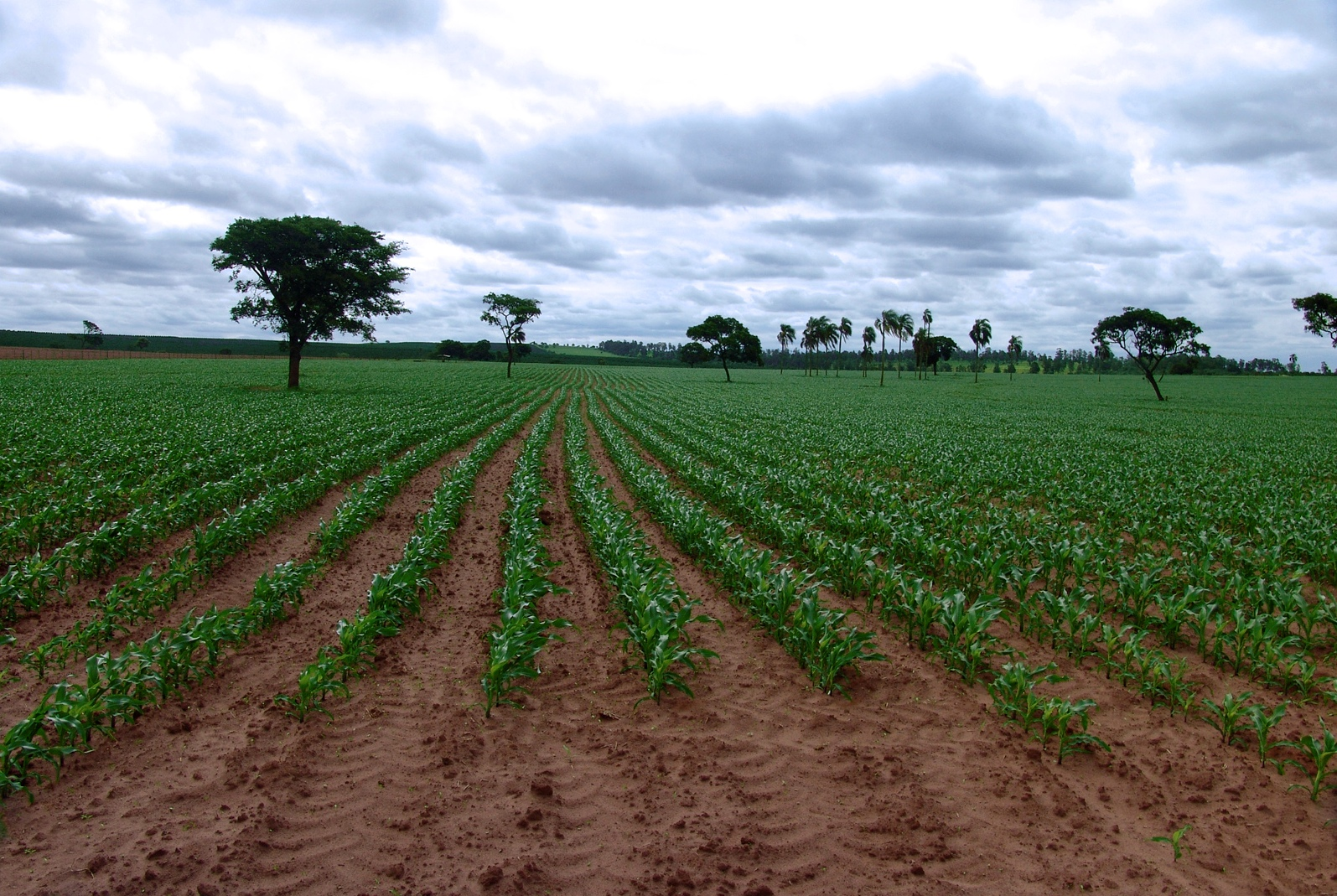
Maisfeld im Bundesstaat São Paulo.

Mais wird in ganz Brasilien angebaut. Die mit Mais bepflanzte Fläche ist von 13,3 Millionen Hektar im Jahre 2003 auf 15,8 Millionen Hektar im Jahre 2015 gestiegen. Die Ernte wuchs ebenfalls, von 48,3 Millionen Tonnen (2003) auf 85,3 Millionen Tonnen (2015). Die Produktivität stieg somit von 3,7 Tonnen (2003) auf 5,5 Tonnen pro Hektar, liegt mit diesem Wert aber deutlich unter der Produktivität im europäischen oder US-amerikanischen Maisanbau. Im Jahr 2011/2012 war Brasilien der viertgrößte Maisproduzent nach den USA, China und der EU. Die wichtigsten Anbaugebiete für Mais liegen dabei im Süden des Landes. Die Hälfte der Ernte 2006 stammte aus den vier Bundesstaaten Paraná, Rio Grande do Sul, Santa Catarina und São Paulo. Dort werden auch die höchsten Erträge pro Hektar erzielt. In den wichtigsten Anbaugebieten ist eine Winter- und Sommerernte möglich. Im Jahre 2006 wuchs 94 Prozent der Maisernte auf künstlich bewässerten Feldern, 82 Prozent wurden chemisch gedüngt, 74 % mit Pestiziden behandelt und etwa ein Drittel der Ernte wurde von Hand eingebracht.
Im Unterschied zu anderen Staaten des Kontinents dient Mais in Brasilien nur zu einem kleinen Teil der menschlichen Ernährung. 75 Prozent des geernteten Mais wird als Tierfutter verwendet, weitere 15 Prozent finden in der Nahrungsmittel- und Chemieindustrie Verwendung. Ein großer Teil, nämlich zwischen 7,7 Millionen Tonnen 2009 und 28,9 Millionen Tonnen 2015, wird exportiert.
Ein Teil der Produktivitätssteigerung, die in den letzten Jahren erzielt werden konnte, geht auf den Einsatz gentechnisch veränderten Saatgutes zurück. Der Einsatz von solchem Saatgut stieg von 39 Prozent im Jahre 2009/2010 auf über 70 Prozent im Jahre 2011/2012. Durch den Einsatz von Pflanzen, die gegen Insektenbefall resistent sind, wurde Brasilien zum weltweit zweitgrößten Erzeugerland von gentechnisch verändertem Mais. Insgesamt werden in Brasilien 316 konventionelle und 173 gentechnisch veränderte Cultivare angebaut. Ein weiterer Teil der Produktivitätssteigerung stammt aus verbesserten Winterernten, deren Ertrag im Jahre 2012 zum ersten Mal den Ertrag der Sommerernte überstieg.

### Zuckerrohr, Zucker und Ethanol

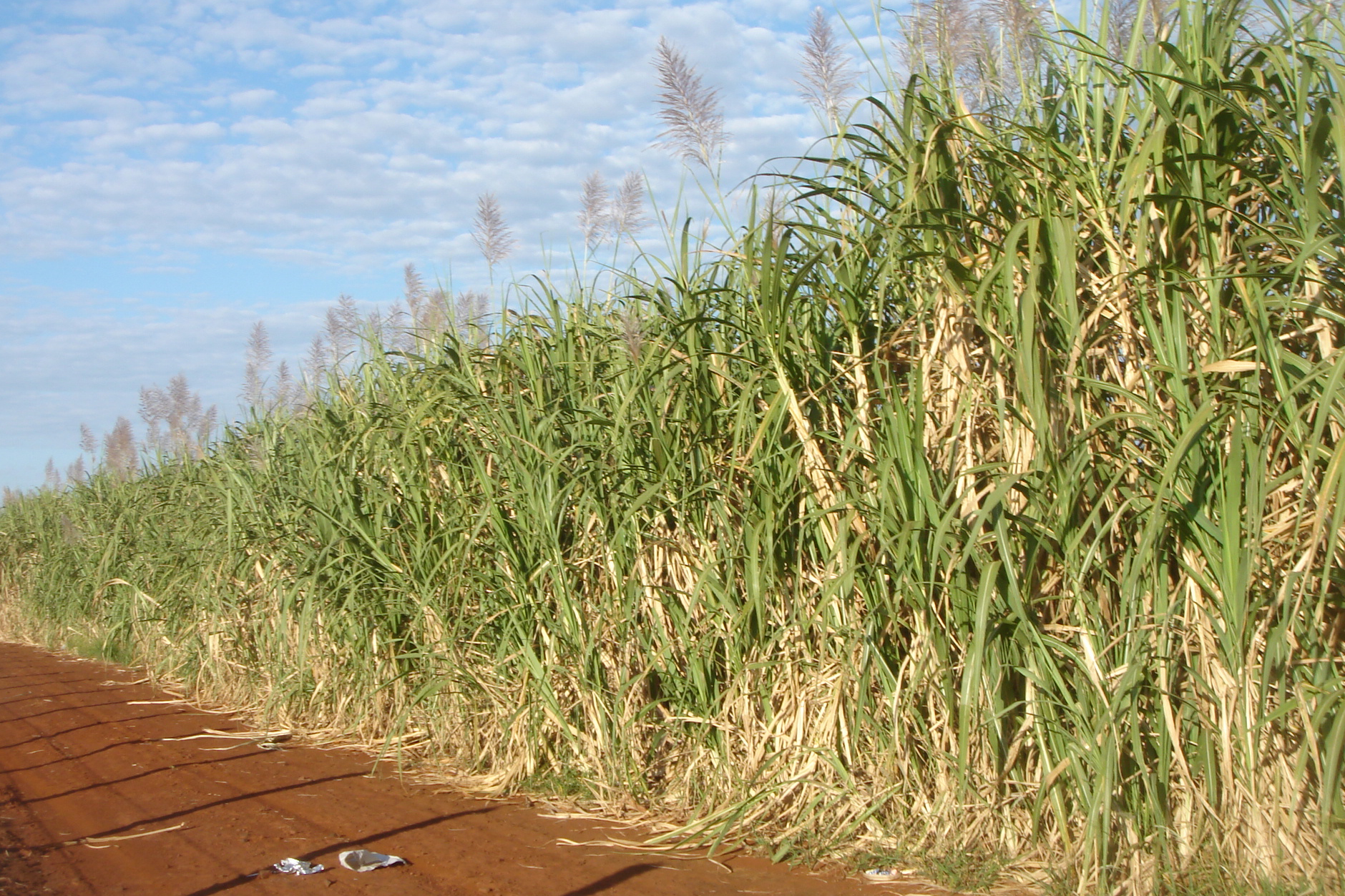
Zuckerrohranbau im Bundesstaat São Paulo

Die Zuckerrohr-Pflanze wurde durch die portugiesischen Kolonialherren im 16. Jahrhundert nach Brasilien gebracht. Erste Pflanzungen entstanden an der Küste von São Vicente und Olinda. In der Mitte des 20. Jahrhunderts wurde São Paulo zum Zentrum des Zuckerrohranbaues. Im Jahr 1933 wurde das brasilianische Institut für Zucker und Alkohol gegründet, wofür ein Überangebot von Zucker im Markt der Anlass war. Dieses Institut hat das Ziel, den Markt zu regulieren und das Risiko für die Produzenten zu senken. Im Jahre 2010 wurde Zuckerrohr auf 9 Millionen Hektar angebaut. Aus dem geernteten Zuckerrohr wurde zu 45 % Zucker und aus dem Rest Bioethanol hergestellt. Heute wird der Zuckerrohranbau durch den Zoneamento Agroecológico da Cana-de-Açúcar reguliert. Dieser verbietet den Anbau von Zuckerrohr in Amazonien, im Pantanal und am Oberlauf des Rio Paraguai und soll die Vernichtung ursprünglicher Vegetation verhindern.
Im Jahre 2006 wurde Zuckerrohr von 193 000 Betrieben angebaut, die insgesamt 407 Millionen Tonnen Zuckerrohr ernteten. Die Konzentration des Anbaus ist jedoch hoch: 54 % des gesamten Zuckerrohres wurde jedoch von den 700 größten Betrieben geerntet. Dabei kamen 70 % der Ernte ohne Bewässerung aus, jedoch wurde 81 % der Ernte mit Pestiziden und 90 % mit Kunstdünger versorgt. Zuckerrohr wird in Brasilien das ganze Jahr über geerntet, mit einem Schwerpunkt in den Monaten Juni bis September. Die Pflanzungen erfolgen ebenfalls das ganze Jahr über, mit einem Schwerpunkt von Januar bis April. Per 2008 wurden etwa zwei Drittel des Zuckerrohrs von Hand geschnitten, wobei zu diesem Zweck die trockenen Pflanzenbestandteile vor dem Ernten abgebrannt werden. Diese Vorgehensweise sollte im Bundesstaat São Paulo per 2017 verboten werden; aus diesem Grund gingen jährlich etwa 1000 Zuckerrohr-Vollernter in den Betrieb. Die Erträge liegen bei 10 bis 12 Tonnen Zucker pro Hektar.
Etwa 60 % der gesamten Zuckerrohrernte im Jahr 2006 wurden im Bundesstaat São Paulo eingefahren. Weitere 8 % des gesamten Zuckerrohres wurden Alagoas, 7 % in Paraná und 5 % in Minas Gerais geerntet. Das absolute Zentrum des brasilianischen Zuckerrohranbaus liegt in der Mesoregion Riberão Preto, wo 21 % des gesamten brasilianischen Zuckerrohres geerntet werden. Weitere äußerst wichtige Anbaugebiete sind die Mesoregionen São José do Rio Preto und Bauru in São Paulo sowie Leste Alagoano in Alagoas. Es gibt eine Tendenz, dass der Zuckerrohr-Anbau aus São Paulo in Richtung Mato Grosso und Mato Grosso do Sul wandert; die per 2008 größte Zuckerfabrik des Landes befand sich in der Nähe von Cuiabá und verarbeitete 6,3 Millionen Tonnen Rohr aus einem Umkreis von 30 Kilometern.
Brasilien ist Preisführer bei der Zuckerherstellung. Im Jahr 2008 kostete die Produktion einer Tonne Zucker etwa 200 US-Dollar und damit weniger als die Hälfte von europäischem Zucker. Brasilien exportierte im Jahre 2011 aus diesem Grund 21 % des weltweit exportierten Zuckers. Die 25,5 Millionen Tonnen, die in den Export gingen, erlösten 14,9 Milliarden US-Dollar. Etwa 70 % der gesamten Zuckerexporte Brasiliens stammen aus dem Bundesstaat São Paulo. Größter Exportkunde ist Russland.

### Kaffee
Brasilien produziert etwa ein Drittel des weltweiten Kaffees und ist damit der mit Abstand größte Produzent der Welt. Die Kaffeeplantagen, die sich über eine Fläche von etwa 27.000 km² erstrecken, befinden sich hauptsächlich in den südöstlichen Bundesstaaten Minas Gerais, São Paulo und Paraná, wo die Umwelt und das Klima ideale Wachstumsbedingungen bieten.
Die Kulturpflanze kam erstmals im 18. Jahrhundert nach Brasilien, und in den 1840er Jahren war das Land zum wichtigsten Erzeuger geworden. Der brasilianische Kaffee florierte seit dem frühen 19. Jahrhundert, als Einwanderer zur Arbeit auf den Kaffeeplantagen kamen. Der Anteil der Produktion an der Weltkaffeeerzeugung erreichte in den 1920er Jahren seinen Höhepunkt, ist aber seit den 1950er Jahren aufgrund der gestiegenen weltweiten Produktion zurückgegangen. 
| Jahr | Kaffeeproduktion Brasilien in Mio. Säcken a 60 kg |
| ---- | ------------------------------------------------- |
| 2009 | 39,5                                              |
| 2018 | 61,7                                              |
| 2019 | 62,9                                              |
| 2020 | 58,2                                              |
| 2021 | 63,0                                              |
| 2022 | 56,3                                              |
| 2023 | 62,6                                              |
| 2024 | 54,2                                              |
| 2025 | 51,6                                              |

### Maniok

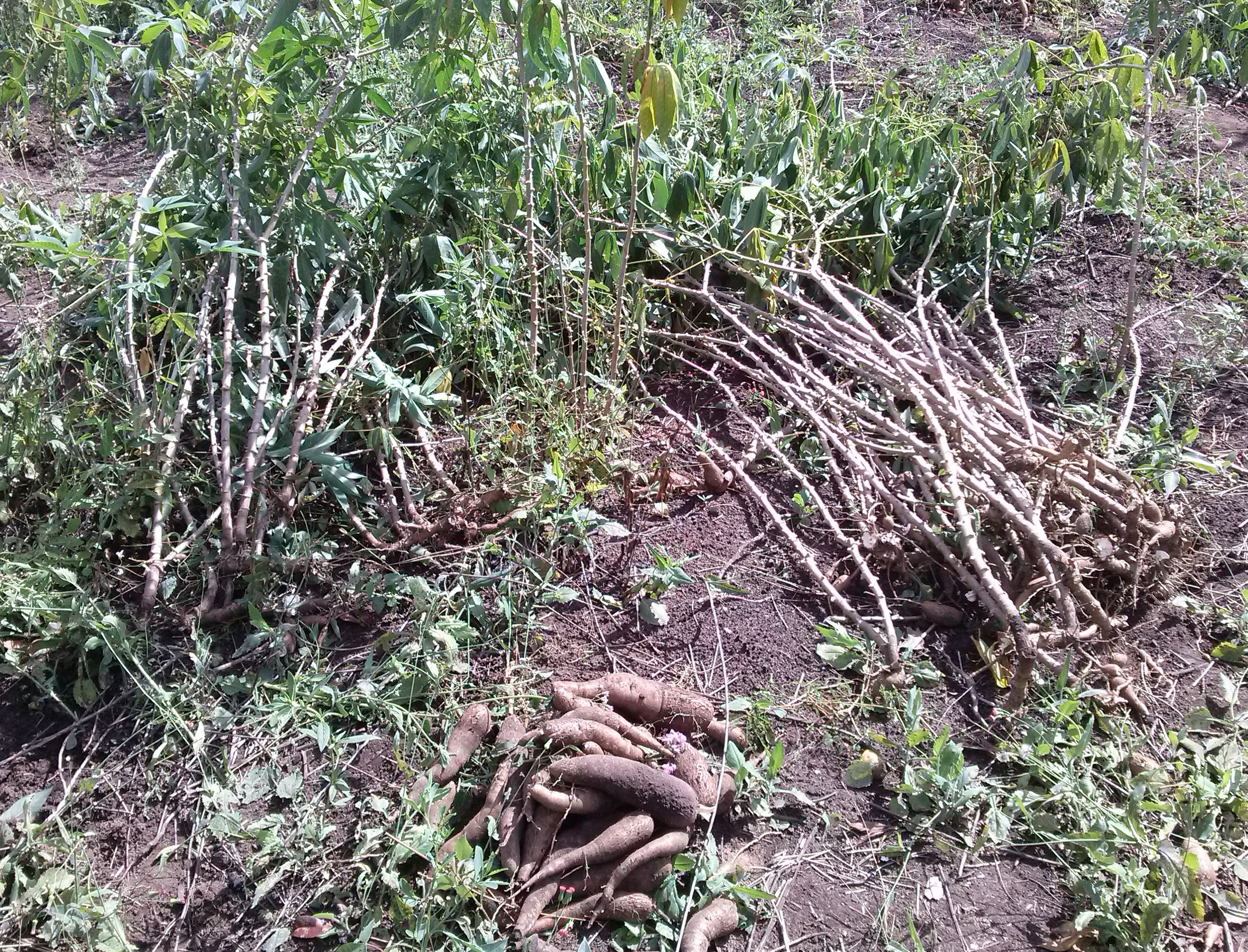
Maniokernte

Die Maniok-Pflanze wurde im heutigen Brasilien bereits lange vor Ankunft der Europäer kultiviert. Als sich die Portugiesen in Brasilien anzusiedeln begannen, war Maniok ihr erstes Grundnahrungsmittel, weil Weizen damals in Brasilien nicht gedeihen konnte. Durch das Zutun der Portugiesen verbreitete sich der Anbau von Maniok nach Afrika und Südostasien; Nigeria ist heute der größte Erzeuger von Maniok.
Da Maniok an die Fruchtbarkeit des Bodens niedrige Ansprüche stellt, wird es im ganzen Land vor allem von Kleinbetrieben traditioneller Gemeinschaften angebaut. Von den Bevölkerungsschichten mit geringem Einkommen wird sie auch in Gärten oder Hinterhöfen gepflanzt. Da es sich in beiden Fällen um nicht marktwirtschaftlich messbaren Subsistenzanbau für den eigenen Verbrauch handelt, wird die Bedeutung von Maniok in den offiziellen Statistiken tendenziell zu niedrig bewertet. Tatsächlich gehört es zu den wichtigsten landwirtschaftlichen Produkten des Landes. Der Anbau ist wenig mechanisiert und arbeitsintensiv.
Die mit Maniok bepflanzte und statistisch erfasste Fläche ist von 1,9 Millionen Hektar im Jahre 1990 auf 1,5 Millionen Hektar im Jahre 2015 gesunken. Die Ernte ist dabei gleich geblieben und schwankt seit 1990 zwischen 20 und 26 Millionen Tonnen. Der Anbau ist in ganz Brasilien verbreitet, vor allem im Norden und Nordosten. Mehr als zwei Drittel der Ernte kam im Jahr 2015 aus den Bundesstaaten Pará, Paraná, Bahia, Acre, Maranhão und São Paulo. Die größten Erträge pro Hektar werden jedoch im Süden erzielt; landesweit sind sie von 1990 bis 2015 im Durchschnitt von 12 Tonnen auf über 14 Tonnen gestiegen. Die Ernte findet ganzjährig statt, da Maniok ohne Qualitätseinbußen für längere Zeit im Boden bleiben kann.
Vom in ganz Brasilien im Jahr 2006 geernteten Maniok verblieb etwa ein Drittel bei den Produzenten, um dort der menschlichen Ernährung zu dienen. Weitere 7 Prozent wurden vom Produzenten selbst als Futter für Tiere verwendet. Fast 98 Prozent des Maniokanbaus kam ohne künstliche Bewässerung aus, fast 89 % wurde nicht mit Pestiziden behandelt, 18 Prozent wurden chemisch gedüngt und fast 73 Prozent bekamen überhaupt keine Düngemittel. Die Ernte erfolgte zur Gänze von Hand.
Die Wurzelknollen der Maniok werden in ganz Brasilien verzehrt, die Blätter kommen nur im Norden auf den Esstisch. Die Knollen werden auch industriell zu Mehl oder Stärke weiterverarbeitet. Es wird geschätzt, dass der Anbau und die Verarbeitung von Maniok in Brasilien etwa eine Million Arbeitsplätze schafft.

### Orangen

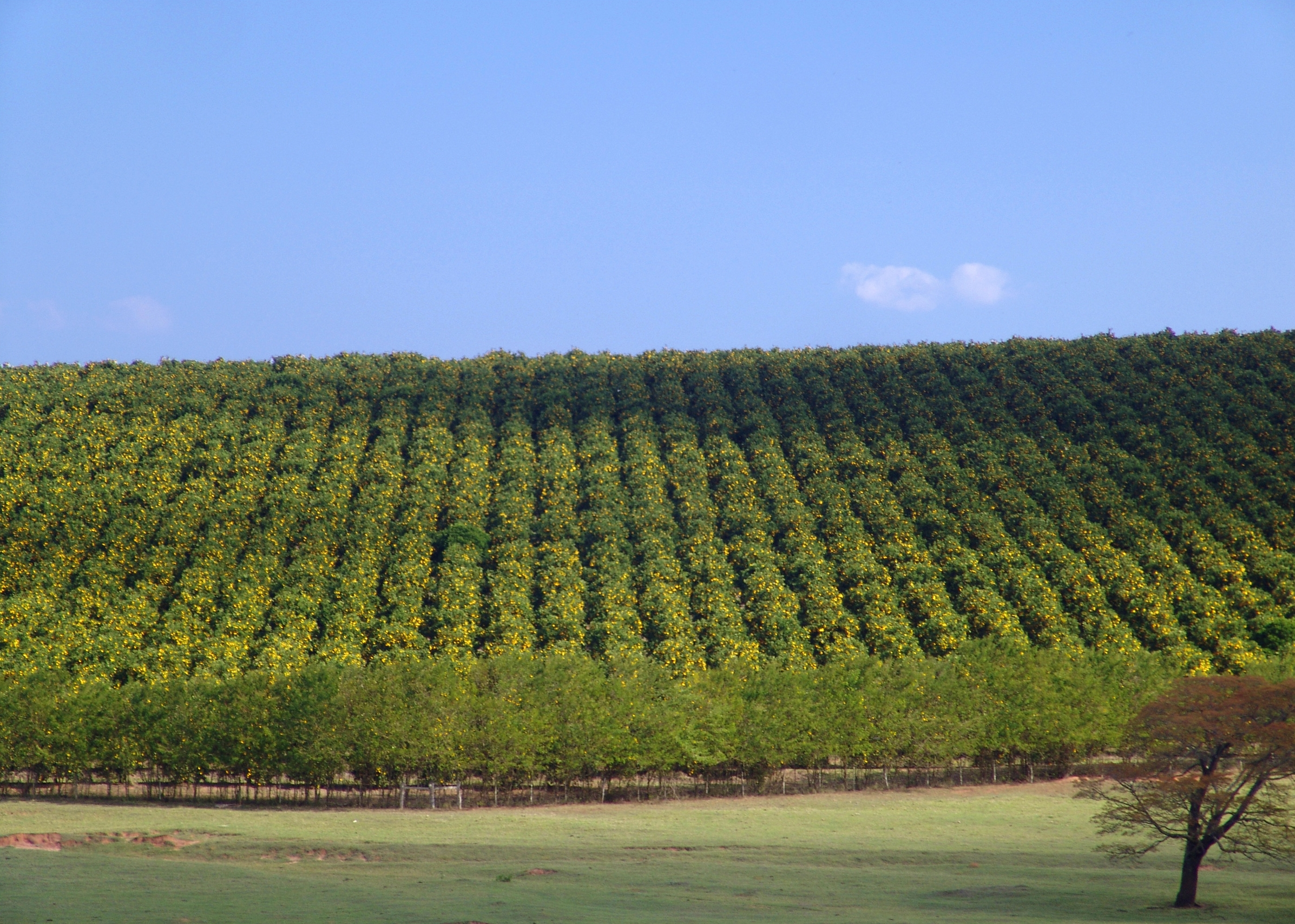
Orangenplantage von Cutrale in Avaré

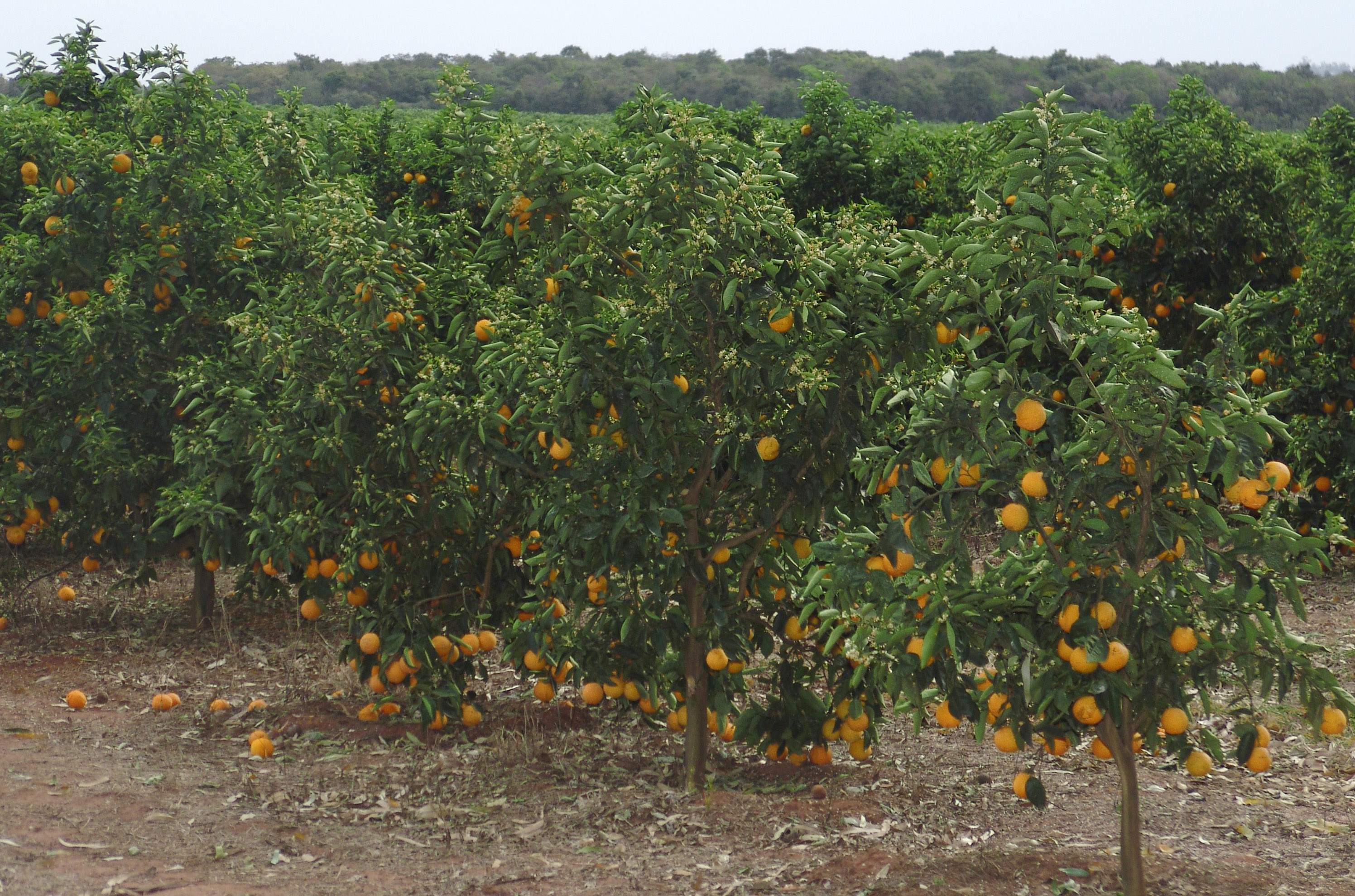
Orangenplantage in Avaré

Die Orange stammt ursprünglich aus Asien und wurde bereits zwischen 1530 und 1540 durch die Portugiesen in Brasilien eingeführt, und zwar in die Regionen der heutigen Bundesstaaten Bahia und São Paulo. Heute erzielt Brasilien etwa 30 % der gesamten Welternte. Dies hat das Land zum größten Exporteur von Orangensaftkonzentrat gemacht. Insgesamt erlöst Brasilien aus dem Export von Orangen-Produkten, also Saftkonzentrat, Ölen und anderen aromatischen Flüssigkeiten, einen Ertrag von 1,5 Milliarden US-Dollar pro Jahr. Der nach der Saftgewinnung überbleibende Presskuchen wird als Viehfutter für Rinder und Milchkühe verwendet.
Im Jahre 2006 wurden Orangen von 68.500 Betrieben angebaut. Sie erzielten eine Ernte von 12,2 Millionen Tonnen von 256 Millionen Orangenbäumen, die auf 738.000 Hektar Land standen. Von dieser Ernte wurden 9,1 Millionen Tonnen oder 75 % der Ernte direkt an die Industrie verkauft. Weitere 17 % gingen an Zwischenhändler. Etwa 96 % der Orangen wurden im Jahr 2006 manuell geerntet. 89 % der Ernte mussten mit Kunstdünger versorgt werden. Die Ernte findet in Brasilien das ganze Jahr über statt, zwei Drittel der Orangen werden jedoch zwischen Juli und Oktober geerntet. Die brasilianische Produktion an Orangen wird in den nächsten Jahren wahrscheinlich um jeweils 1,9 % wachsen und im Jahr 2020/21 eine Ernte von 23,5 Millionen Tonnen erzielen. Der Markt für Zitrusfrüchte ist asymmetrisch, wobei die Industrie mit Großunternehmen wie Citrosuco und Cutrale eine sehr hohe Marktmacht hat und deshalb in der Lage ist, den größten Anteil der Gewinne zu vereinnahmen.
Das größte Anbaugebiet für Orangen befindet sich im Bundesstaat São Paulo, wo 84 % der gesamten brasilianischen Orangenernte eingefahren werden. In diesem Bundesstaat allein hängen 500.000 Arbeitsplätze direkt und indirekt von der Verarbeitung und dem Anbau von Orangen ab. Der sogenannte cinturão citrícola (Zitrusgürtel), in dem 53 % des weltweit produzierten Orangensaftes gewonnen werden, befindet sich rund um die Städte São José do Rio Preto (2,1 Millionen Tonnen Ernte im Jahr 2006), Araraquara (2,0 Millionen Tonnen), Pirassununga (1,8 Millionen Tonnen), Riberão Preto und speziell die Gemeinde Jaboticabal (1,6 Millionen Tonnen), Bauru (1,2 Millionen Tonnen), São João da Boa Vista, Moji Mirim, Catanduva, Barretos, Novo Horizonte, Jaú und Avaré. In São Paulo werden 55 % späte Sorten, 23 % frühe Sorten und 22 % mittlere Sorten angebaut. Diese Diversifikation dient dazu, Risiken aufgrund von klimatischen Umständen zu minimieren, Krankheiten zu vermeiden, und um den Markt nicht innerhalb einer kurzen Zeit mit der gesamten Jahresproduktion zu überschwemmen.
Weitere Anbaugebiete für Orangen befinden sich in den Bundesstaaten Bahia und Sergipe, woher jedoch jeweils nur 4 % der Ernte stammen.

### Tomaten

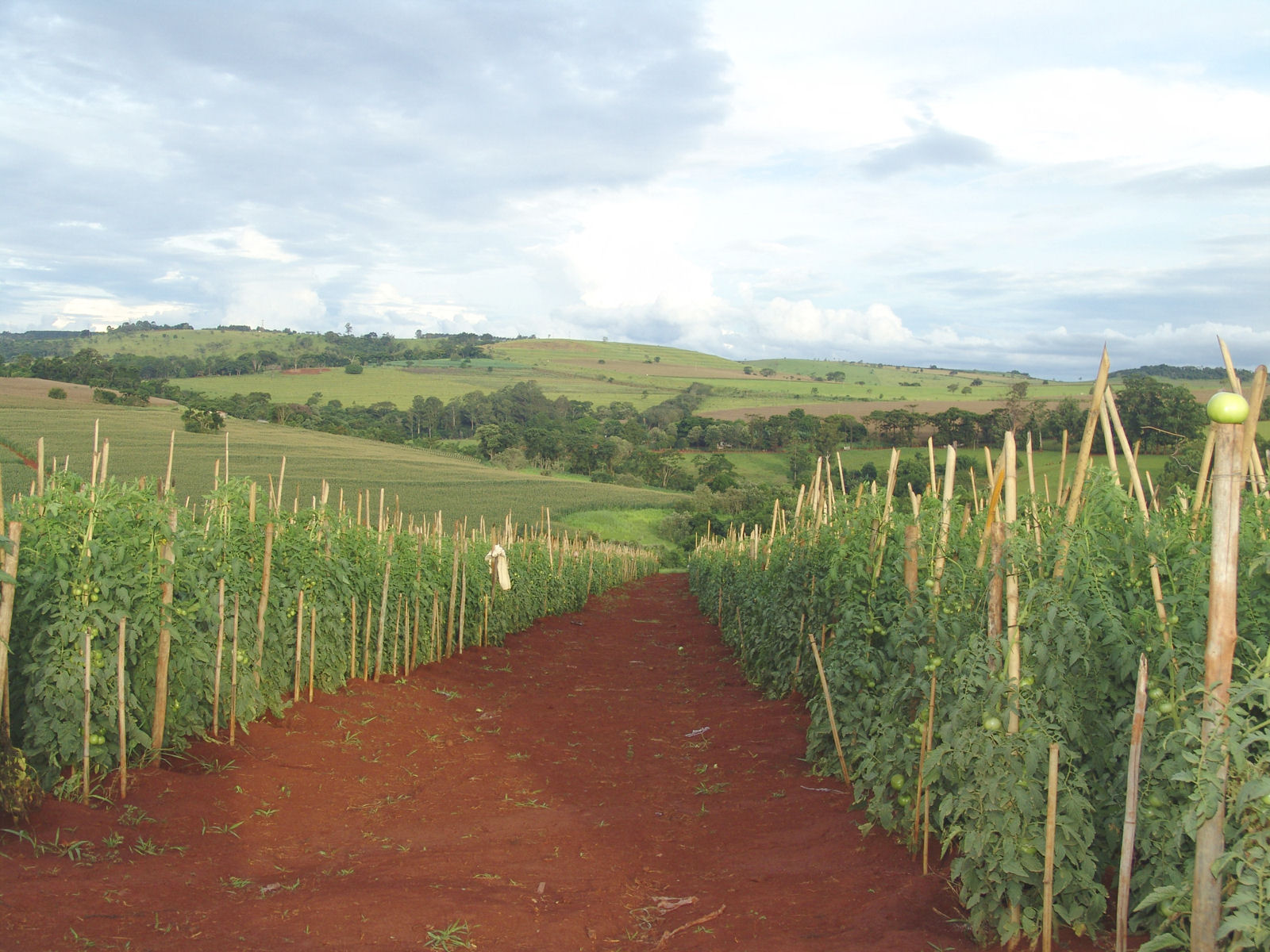
Tomatenplantage in Arandu

Tomaten werden in ganz Brasilien angebaut. Zum Verbrauch als Gemüse liegen die Hauptanbauflächen in den Bundesstaaten São Paulo und Minas Gerais, für die industrielle Nutzung gibt es darüber hinaus Anbauflächen im Bundesstaat Goiás. Insgesamt wurden im Jahr 2010 68.000 Hektar mit Tomaten bepflanzt. Der Ertrag liegt hierbei bei 61 Tonnen pro Hektar, dies kann durch die Nutzung von geeigneten Hybriden und spezieller Bewässerung auf bis zu 140–150 Tonnen pro Hektar gesteigert werden.
Im Jahr 2006 wurden Stabtomaten, vor allem als Gemüse, in 34.600 Betrieben gepflanzt. Die Ernte lag bei 1,1 Millionen Tonnen, die zu 87 % an Zwischenhändler verkauft wurde. Für mehr als 95 % der Produktion war Bewässerung notwendig, es wurden Kunstdünger und Pestizide eingesetzt.
Zwei Drittel aller Stabtomaten wurden im Südosten des Landes geerntet. 353.000 Tonnen entfielen auf den Bundesstaat São Paulo, 168.000 Tonnen auf den Bundesstaat Minas Gerais und 114.000 Tonnen auf den Bundesstaat Rio de Janeiro. Das Zentrum des brasilianischen Tomatenanbaus liegt in der Mesoregion Itapetininga, in der 217.000 Tonnen geerntet wurden, davon entfielen 154.000 Tonnen allein auf die Gemeinde Riberão Branco.
Strauchtomaten erzielten im Jahr 2006 einen Ertrag von 383.000 Tonnen, wovon die Pflanzer 182.000 Tonnen direkt an die Industrie und weitere 158.000 Tonnen an Händler verkauften. Mehr als 80 % dieser Tomaten wurden von Hand geerntet, für knapp 90 % der Ernte waren Bewässerung und der Einsatz von Pestiziden notwendig, für knapp 80 % wurde Kunstdünger verwendet.
Mehr als die Hälfte der Ernte an Strauchtomaten entfiel auf die Bundesstaaten São Paulo und Goiás. In São Paulo wurde im Jahr 2006 eine Ernte von 128.000 Tonnen erzielt und in Goias 68.000 Tonnen. Die Schwerpunkte lagen hier in den Mesoregionen Presidente Prudente und Sul Goiano.

### Mate
Der Mate-Strauch ist eine Pflanze, die im tropischen Südamerika heimisch ist. Sie hat eine anregende Wirkung, ihre Blätter werden im Süden Brasiliens und in den Nachbarstaaten zerkleinert und getrocknet als Tee aufgebrüht, gemahlen zu Chimarrão aufgebrüht oder mit Eiswasser als Tereré genossen. Der Anbau und die Verarbeitung (Trocknen und Zerkleinerung) von Mate findet in kleinen Strukturen im Süden Brasiliens statt. Der Hauptproduzent ist der Bundesstaat Paraná, in dem 160.000 Tonnen Mate pro Jahr bzw. 70 % der Gesamtproduktion des Landes hergestellt werden. Vor allem die Gemeinde São Mateus do Sul lebt vom Anbau von Mate, von hier stammen 15 % des gesamten brasilianischen Mates.
Mate wird größtenteils in Brasilien konsumiert. Im Jahr 2011 gingen nur 35.500 Tonnen in den Export, womit 61 Millionen US-Dollar erlöst wurden.

### Süßkartoffeln

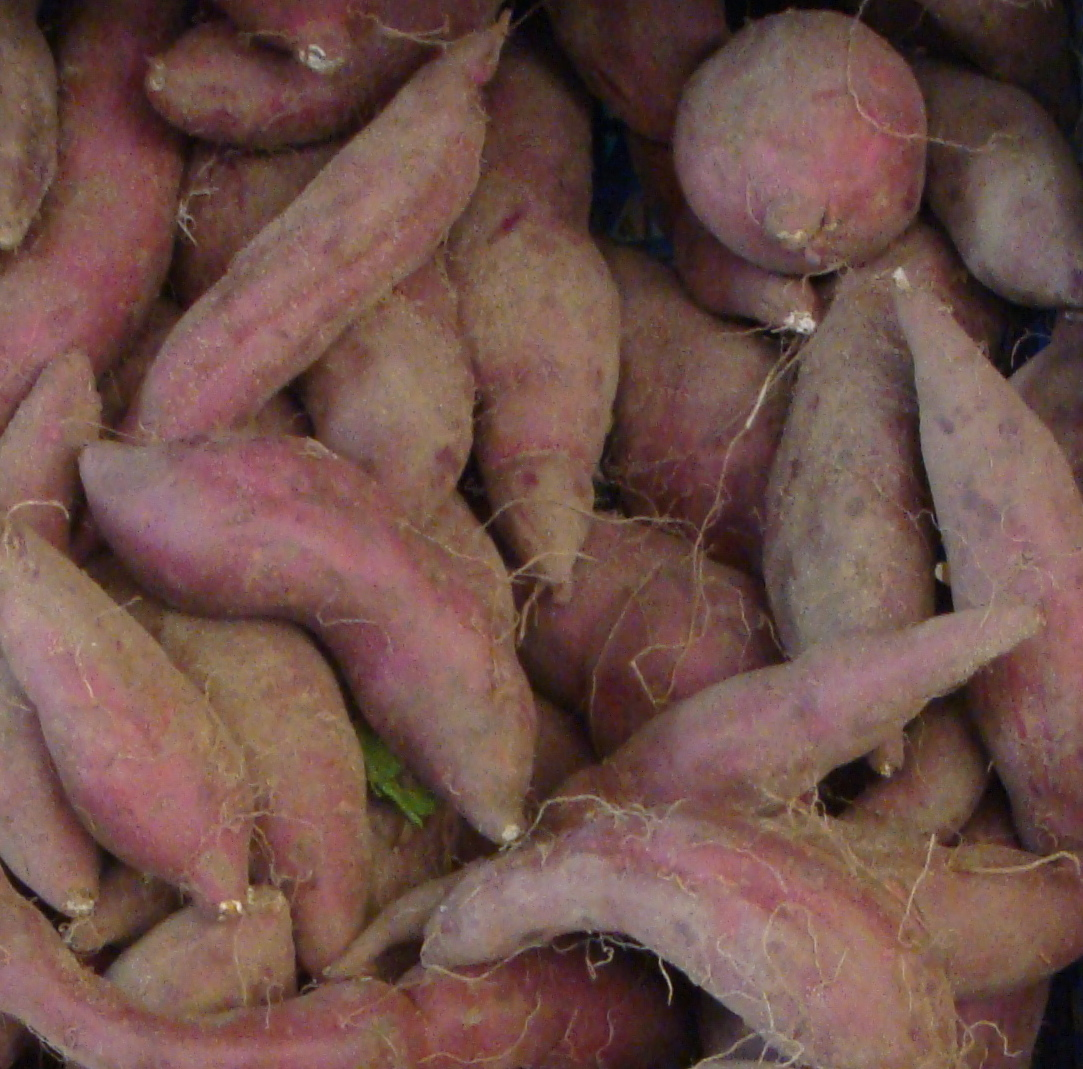
Süßkartoffeln

Die Süßkartoffel ist eine trockenheitsresistente, anpassungsfähige und anspruchslose Kultur, die weltweit in den Tropen angebaut wird. In Brasilien ist der Anbau allerdings rückläufig, weil die Süßkartoffel von Lebensmitteln, die leichter zuzubereiten sind und ein höheres soziales Ansehen haben, verdrängt wird. Im Jahre 2006 wurden in Brasilien knapp 300.000 Tonnen Süßkartoffeln geerntet, wobei die Ernte auf fast 40.000 Betriebe verteilt ist. Etwa 87 % der Ernte wurde verkauft, wovon wiederum 87 % an Zwischenhändler gingen. Zwei Drittel der Ernte kam ohne künstliche Bewässerung aus, rund die Hälfte ohne Pestizide. Rund 70 % der Ernte wurden mit Kunstdünger versorgt.
Zwei Drittel der Süßkartoffelernte Brasiliens stammt aus dem Nordosten des Landes. Die Bundesstaaten mit der größten Ernte an Süßkartoffeln waren Sergipe, São Paulo und Paraíba.
Der Anbau erfolgt in der Regel in Mischkultur mit anderen Agrarprodukten. Neben der geregelten Landwirtschaft werden noch große Mengen an Süßkartoffeln von der Bevölkerung angebaut, die nicht in der Landwirtschaft tätig ist, dies meist für den Eigenverbrauch. Süßkartoffeln werden in Brasilien häufig gekocht, gebraten oder frittiert zum Frühstück gegessen. Als Teil des indianischen Erbes Brasiliens werden sie häufig während der Festas juninas konsumiert.

### Zwiebeln
Im Jahre 2006 wurden in Brasilien in fast 50 000 landwirtschaftlichen Betrieben Zwiebeln auf 136 000 Hektar angebaut. Die Ernte betrug 675 000 Tonnen. Für zwei Drittel der Ernte war künstliche Bewässerung notwendig, fast zur Gänze wurden die Zwiebeln mit Pestiziden und Kunstdünger behandelt. Etwa 92 % der Zwiebeln wurden manuell geerntet.
Zwei Drittel der Zwiebelernte stammen aus Südbrasilien. Die Bundesstaaten mit der größten Zwiebelernte waren Santa Catarina mit 279 000 Tonnen, São Paulo mit 130 000 Tonnen und Rio Grande do Sul mit 106 000 Tonnen. Erschwerend für die brasilianische Landwirtschaft ist, dass aus Argentinien Zwiebeln zu niedrigeren Preisen importiert werden.